# Балуєво (Бабаєвський район)
Балуєво — сільце в Бабаєвському районі Вологодської області.
Входить до складу Борисовського сільського поселення (з 1 січня 2006 року по 13 квітня 2009 року входила в Афанасовське сільське поселення).
Відстань по автодорозі до районного центру Бабаєво — 69 км, до центру муніципального утворення села Борисово-Судське по прямій — 16 км. Найближчі населені пункти — с. Велике Борилово, с. Гори, с. Лабокша. Станом на 2002 рік проживало 14 чоловік.